# Elefantis
Elefantis (en llatí Elephantis, en grec antic Ἐλεφαντίς) era probablement el pseudònim d'una poeta eròtica que mencionen Marc Valeri Marcial i Suetoni.
Diuen que va escriure certes obres amatòries (molles Elephantidos libelli). Encara que el sexe de l'autor dels llibres no es coneix amb seguretat ni tampoc en quina llengua i estil van ser escrits, per la forma del nom que se li atribueix sembla que era una dona probablement grega o d'origen grec. Marcial i Suides la situen entre les poetes. Suetoni diu que l'emperador Tiberi va adquirir totes les obres d'Elefantis en un dels seus viatges a l'illa de Capri. Galè cita un tractat escrit per Elefantis anomenat περὶ κοσμητικῶν (Sobre els cosmètics), però es desconeix si és de la mateixa poeta.
Un dels poemes dels Priapeus fa referència als seus llibres.